# اومبرتو اسپادارو
اومبرتو اسپادارو (ایتالیایی: Umberto Spadaro؛ ‏ ۸ نوامبر ۱۹۰۴ – ۱۲ اکتبر ۱۹۸۱) بازیگر اهل ایتالیا بود. 
از فیلم‌هایی که وی در آن نقش داشته است، می‌توان به خدمتکار منزل، گربه مامان، دزد دوچرخه، وداع با اسلحه، احساس مالکیت، کاراواجو، جذام سفید، غیرت روستایی، عروسی خون، زنجیرهای ناپیدا، دلدادگی، دن کامیلو و عالی‌جناب پپونه و تبهکاران اشاره کرد. اسپادارو در سال ۱۹۴۸ برنده جایزه انجمن ملی فیلم ایتالیا بهترین بازیگر نقش مکمل مرد شده است.